# Лужичкосрпска католичка област
Лужичкосрпска католичка област, територија је компактног насељавања Лужичких Срба у Горњој Лужици (округ Бауцен у покрајини Саксонија) приближно у троуглу градова Каменц — Бауцен — Хојерсверда (изван граница ових градова).
Југозападна периферија тзв. подручја насељеног Лужичким Србима. Католичка енклава у Немачкој. Сеоско подручје обухвата око 70 села; Лужички Срби овде чине већину (до 90%). Године 1990. у овој области живело је око 20.000 католика (укључујући Немце), од којих две трећине су чинили Лужички Срби (Sorbisches Kulturlexikon, 2014). Лужички Срби католици Саксоније припадају Дрезденско-Мајсенској бискупији и такође Герлицкој бискупији (парохија Витихенау). Колоне и крстови указују на побожност овдашњег становништва. Часопис католичких Лужичких Срба је „Католски посол” (осн. 1863).
Само у овој области лужичкосрпски језик је средство свакодневне комуникације свих генерација. Због одличног очувања језика и културе католичка област од средине 20. века се сматра као лужичкосрпско језгро (глсрп.  jadrо serbskeho sydlenskeho ruma; рус.  сердцевина серболужицкой области поселения). Према подацима од 1992. године, у области „Kerngebiet” 96% становништва млађе од 35 година, који су знали лужичкосрпски, учили језик код куће, 95% говорили лужичкосрпски у својим породицама, а 76% говорили код куће само лужичкосрпски (никад немачки).

## Административно-територијални састав
Католичка област обухвата лужичкосрпске говорне парохије: Витихенау, Здир, Кроствиц, Небелшиц, Остро, Ралбиц и Шторха, у којима католици доминирају. У границама заједнице општина Ам Клостервасер, која укључује пет општина, 2001. године лужичкосрпском језику је говорило 5990 људи (према А. Муки од 1882. године — 5693, према А. Чернику од 1956. године — 6059), а немачком — 1937 (према Муки — 322, према Чернику — 1740).
| Општина         | Становништво (30.09.2018) | Део католика (2011) |
| --------------- | ------------------------- | ------------------- |
| Кроствиц        | 1038                      | ca. 93%             |
| Ралбиц-Розентал | 1682                      | ca. 89,6%           |
| Небелшиц        | 1189                      | ca. 84,5%           |
| Рекелвиц        | 1132                      | ca. 82%             |
| Паншвиц-Кукау   | 2096                      | ca. 77,6%           |
| Град Витихенау  | 5729                      | ca. 57,8%           |
| Пушвиц          | 814                       | ca. 49%             |
| Радибор         | 3131                      | ca. 34,5%           |
| Нешвиц          | 2431                      | ca. 18,9%           |
| Геда            | 3086                      | ca. 13,8%           |

## Историја
До Реформације у 16. веку лужичкосрпске католичке парохије су биле у Бауцену, Витихенауу, Кроствицу, Небелшицу и Радибору. Године 1754. парохија се појавила у Ралбицу, 1772. године у Остроу, 1902. године у Шторхи. Током Реформације већина Лужичких Срба је постала протестантима. Католичко свештенство је створило локалну варијанту горњолужичкосрпског књижевног језика. J. Светлик у 18. веку је створио словник „Vocabularium Latino-Serbicum” (1721) и превео библију на лужичкосрпски језик (до 1771). Католички свештеници су студирали у Чешкој, укључујући на Collegium Pragense од 1627. године и Вендском семинару у Прагу од 1727. до 1921. године. Они су учествовали у друштву „Сербовка”. После Бечког конгреса 1815. године горњолужичкосрпска парохија Витихенау је постала део Пруске. После уједињавања Немачке 1871. године политика Културкампфа је довела до сукоба немачке државе с католичком црквом. Религиозни центар лужичкосрпских католика у Ватикану и центар образовања у Прагу су били изван Немачке. Лужичкосрпски католици су били мање подложни германизацији него протестантска већина. Према очевицу који је крајем 19. и почетком 20. века често посећивао Лужицу, „…у малом католичком подручју од памтивека није било германизовано ниједно село, што се не може рећи за протестанте”. Католицима је било забрањено да ступају у брак с некатолицима (конфесионални мешовити брак био је практично немогућ до 1945. године). Нацистичка Немачка у оквиру „Wendenpolitik” 1940. године је пребацила скоро све свештенике у друге земље.
Према А. Муки од 1880. године Лужичких Срба католика је било 14.047, према А. Чернику од 1956. године — 12.370, према М. Валди од 2003. године — 7745 Лужичких Срба католика осим града Бауцен.
- Село Кроствиц — центар католичке области
- Стуб крај пута у Розенталу (1682)
- Крст крај пута у Остроу
- Лужичкосрпски Ускрс у Небелшицу